# سان پیترو این گو
سان پیترو این گو (به ایتالیایی: San Pietro in Gu) یک کومونه در ایتالیا است که در استان پادووا واقع شده‌است. سان پیترو این گو ۱۷٫۸ کیلومتر مربع مساحت و ۴٬۴۸۳ نفر جمعیت دارد و ۴۴ متر بالاتر از سطح دریا واقع شده‌است.